# عنقود مجري فائق

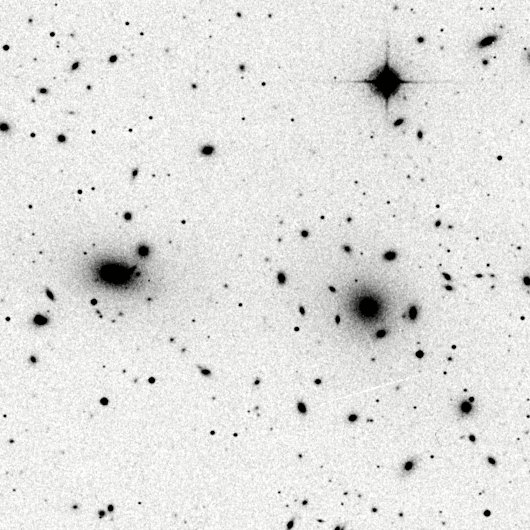
المنطقة الوسطى لتجمع مجرات الهلبة Coma Cluster، في كوكبة الهلبة.

العناقيد المجرية الفائقة (بالإنجليزية: Supercluster)‏ هي مجموعة من عناقيد المجرات  مترابطة فيما بينها.
تنتمي مجرتنا إلى مجموعة مجرات قريبة منا في إطار نحو 20 مليون سنة ضوئية، ومن ضمنها مجرة المرأة المسلسلة أو المرأة المسلسلة ـ التي تفوق في حجمها حجم مجرتنا مجرة درب التبانة. وتبين المشاهدات الفلكية أن مجموعتنا المحلية هذه - وهي تشمل نحو 40 مجرة أصغر منهما - ما هي إلا مجموعة من ضمن ما يسمى بعنقود مجرات، مثل عنقود العذراء المجري Virgo cluster وعنقود فورنكس المجري Fornax cluster. ويبلغ قطر هذا العنقود الأخير نحو 60 مليون سنة ضوئية. إلا أن الأمر لا ينتهي عند هذا الحد فإن العناقيد في الكون تشكل هي الأخرى تجمعات أكبر تنتمي لبعضها البعض وتسمى عنقود مجري هائل Super cluster (أو عنقود مجرات عظيم)، ويوجد في الكون العديد منها. تنشأ تلك التجمعات والعناقيد تحت فعل قوة الجاذبية التي هي صفة أساسية للمادة.
- يحدد الفلكيون طبقا لنظرية الانفجار العظيم عمر الكون بنحو 13,7 مليار سنة ضوئية. وطبقا لتلك النظرية بدأ الكون من لا شيء، وكان حجمه صغيرا جدا وساخنا جدا جدا وبدأ في الاتساع، ولم ينتهي الاتساع بعد، فبعض المشاهدات تبين أن سرعة اتساعه تتزايد مع الزمن.

إن قولنا أن حجم الكون 13,7 مليار سنة ليس صحيحا بالتمام. والصحيح أن أبعد النجوم التي نشاهدها الآن أطلقت ضوئها قبل نحو 13,0 مليار سنة ؛ أي تكونت تلك النجوم بعد نحو 700 مليون سنة من بعد الانفجار العظيم ، وقبلها كان الكون عبارة عن غاز ساخن جدا تكون بعد الانفجار العظيم مباشرة. وعندما أرسلت أول النجوم ضوئها (نحو 700 مليون سنة بعد الانفجار العظيم) فقد قطع الضوء المسافة بين النجوم الأولى وبيننا في نحو 13 مليار سنة. في نفس الوقت يتمدد الكون منذ البداية، فهو في حالة تمدد مستمر، بل أن سرعة تمدده في تزايد؛ فالسؤال الآن: أين أصبح نجم من أوائل النجوم في الكون، أين أصبح اليوم، وكم من السنين يبعد عنا الآن ؟ تلك المسافة تقدر بأنها المسافة المسايرة. وهي أطول بكثير من مجرد 13 مليار سنة. ونستطيع حسابها إذا عرفنا سرعة تمدد الكون بدقة.

## عناقيد مجرية فائقة
تنتمي مجرتنا إلى واحدة من العناقيد المجرّية الفائقة، وتسمى عنقود مجرات العذراء العظيم Virgo Super cluster وهو العنقود الهائل المحلى والذي يتوسطه عنقود العذراء المجري Virgo cluster . وينتمي إلى عنقودنا الهائل المحلى عدد كثير من عناقيد المجرّات القريبة منا، وهي تشمل المجرات الساطعة الإضاءة، مثل المجموعة M81 و مجموعة مجرات النحات group Sculptor.
كما يوجد عنقود أكبر منه لكنه يبعد ستة مرات عنا وهو عنقود مجرات كوما العظيم Coma Super cluster، الذي يقع فيه ما يسمى السور الكبير Great Wall، ولكن يوجد ما هو أكبر منه في اتجاه برج الميزان، وآخر سمي على اسم عالم الفلك هارلو شابلي (Harlow Shapley) ويسمى عنقود مجري هائل شابلي، وآخر يسمى الجاذب العظيم  Big Attractor.
وهكذا نجد أن بنية الكون تتكرر في جميع أنحائه من تجمعات مدرات محلية صغيرة (المجموعة المحلية تتكون من نحو 40 مجرة)، وتتجمع بعض التجمعات المحلية في عناقيد مجرية كبيرة، ولا يقف التشكل عند هذا الحد بل توجد تجمعات أكبر منها في عناقيد مجرات عظمى - ويوجد منها الكثير في الكون، وقد يحوي عنقود مجرات عظيم نحو 5000 تجمع مجري تحوي ما يقارب من 300.000 مجرة.
وتبين المشاهدة في المنطقة المجاورة لنا أنه في نطاق انزياح أحمر مقداره {\displaystyle z=0,1} وهذا يعادل مسافة 5و1 مليار سنة ضوئية منا أنه توجد نحو 130 من العناقيد الفائقة. ويعطي الجدول أسفله أكبر تلك العناقيد الفائقة، حيث يعطي الحجم عدد عناقيد المجرات المكونة له :

## عناقيد مجرية فائقة قريبة
يعطي الجدول التالي أسماء وأحجام بعض العناقيد المجرية الفائقة وبعدها عنا بوحدة مليون سنة ضوئية، ونلاحظ أن أقربها إلينا العنقود الهائلعنقود مجرات كوما العظيم ويبعد عنا 300 مليون سنة ضوئية، وهو يحتوي على عنقودين إثنين . وأبعد العناقيد العظمى عنا (في هذه القائمة ) بيجازوس-بيسكيس إيه وهو يبعد 1334 مليون سنة ضوئية عنا ، ويتكون من 4 عناقيد. كما نلاحظ أن القائمة تحتوي على عناقيد فائقة حتى مسافة 1400 مليار سنة ضوئية وهي تشكل نحو 1/10 من نصف القطر الكوني ، كما نشاهده من الأرض . وتبلغ أبعد مسافة توصل إليها العلماء للمشاهدة نحو 12 مليار سنة ضوئية .
| الاسم                              | البعد (مليون سنة ضوئية) | الحجم |
| ---------------------------------- | ----------------------- | ----- |
| عنقود مجرات هورولوغيوم العظيم      | 900                     | 32    |
| عنقود مجري هائل شابلي              | 660                     | 25    |
| Pisces-Cetus                       | 914                     | 17    |
| Bootes                             | 1033                    | 12    |
| Aquarius                           | 1327                    | 12    |
| Cetus A                            | 1400                    | 11    |
| Corona Borealis                    | 1084                    | 10    |
| عنقود مجرات الجاثي العظيم Herkules | 529                     | 10    |
| Aquarius-Cetus                     | 852                     | 8     |
| Grus-Indus                         | 1113                    | 8     |
| Leo                                | 479                     | 8     |
| Lepus                              | 587                     | 8     |
| Aquarius A                         | 1171                    | 6     |
| Pegasus-Pisces B                   | 961                     | 6     |
| Hydra-Centaurus-Superhaufen        | 210                     | 6     |
| Aquarius-Capricornus               | 1240                    | 5     |
| Pegasus-Pisces A                   | 1334                    | 4     |
| Perseus-Pegasus A                  | 613                     | 4     |
| Perseus                            | 276                     | 3     |
| Sextans                            | 1323                    | 3     |
| Ursa Majoris                       | 1100                    | 3     |
| Perseus-Pegasus B                  | 461                     | 2     |
| عنقود كوما المجري                  | 300                     | 2     |